# 투술라

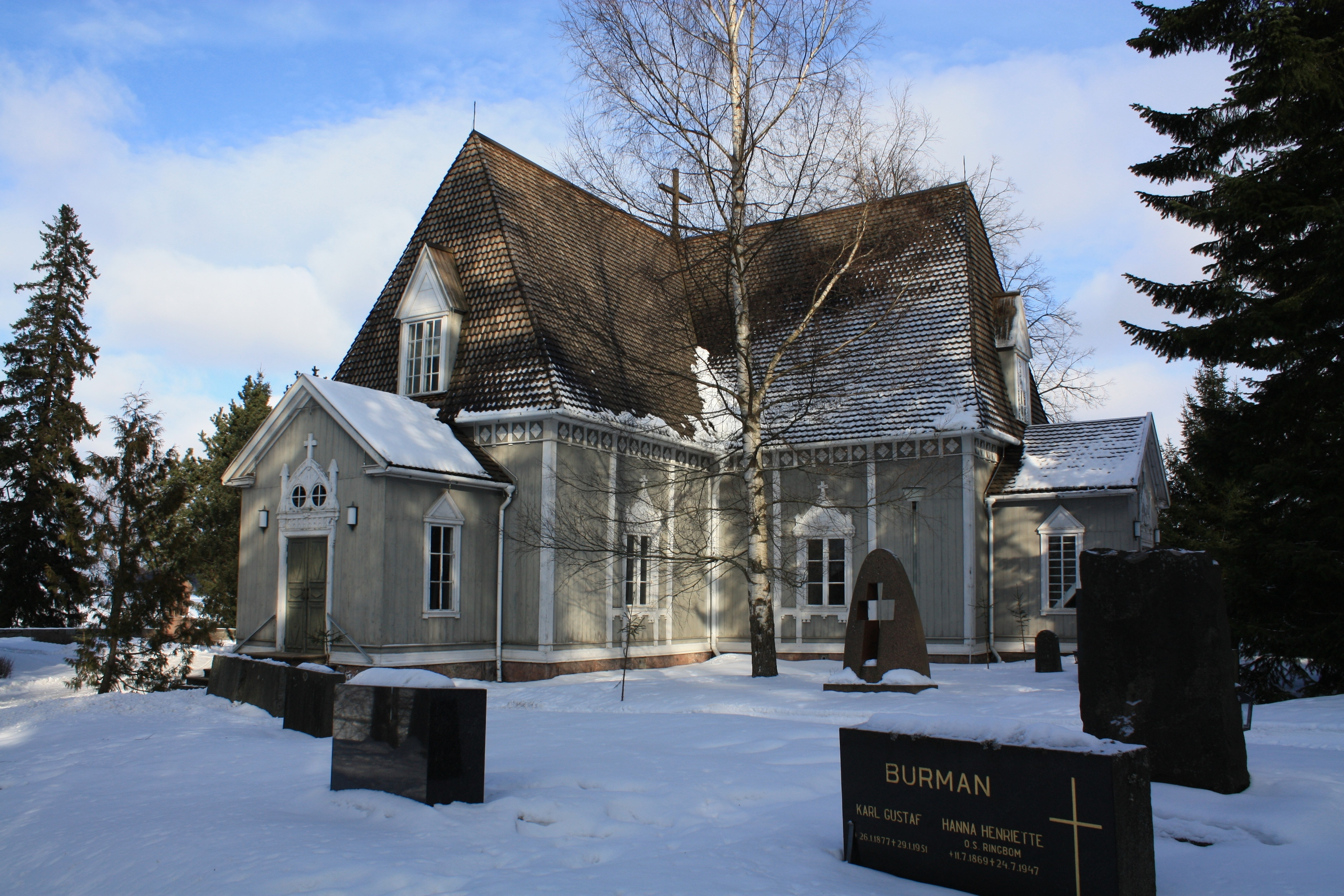
투술라 교회

투술라의 위치

투술라(핀란드어: Tuusula, 스웨덴어: Tusby 투스뷔[*])는 핀란드 남부 우시마 지역에 위치한 도시로 면적은 225.46km2, 인구는 37,706명(2012년 기준), 인구 밀도는 171.77명/km2이다. 휘륄래(Hyrylä)와 요껠라(Jokela), 켈로꼬쓰끼(Kellokoski) 3개 지구로 구성되어 있으며 1643년 시로 승격되었다.

시 문장

## 자매 도시
- 스웨덴 솔렌투나시
- 덴마크 흐비도우레시
- 노르웨이 오페고르
- 러시아 비드노예
- 폴란드 아우구스투프
- 멕시코 케레타로